# أرغاندا ديل ري (محطة مترو أنفاق مدريد)
أرغاندا ديل ري (بالإسبانية: Arganda del Rey) هي محطة مترو أنفاق في مدريد في إسبانيا، تقع على الخط رقم 9.